# Hakugei
Hakugei (白鯨, Witte Walvis) is een stalen achtbaan in Nagashima Spa Land in de prefectuur Mie, Japan. Oorspronkelijk was het een houten achtbaan bekend als White Cyclone (ホワイトサイクロン, Howaito Saikuron), gefabriceerd door het Zwitserse bedrijf Intamin, en deze was in gebruik van 1994 tot 2018. De achtbaan werd gerenoveerd door het Amerikaanse bedrijf Rocky Mountain Construction, dat de houten baan verving door een stalen baan en het ontwerp van de rit aanpaste, waaronder de toevoeging van drie inversies. De gerenoveerde achtbaan heropende op 28 maart 2019.

## Geschiedenis
Voor de bouw van White Cyclone in 1994 was Jupiter de enige houten achtbaan in Japan, geopend in 1992 na versoepeling van hoogtebeperkingen. In 2013 waren Jupiter en White Cyclone twee van de vier operationele houten achtbanen in Japan en 13 in heel Azië. White Cyclone, gebouwd met genoeg Alaskisch hout voor bijna duizend huizen, was bijzonder snel met een dubbele out-and-back layout en treinen van de Philadelphia Toboggan Company. Het sloot op 28 januari 2018.
Rocky Mountain Construction renoveerde de achtbaan met behulp van hun gepatenteerde I-Box Track-technologie. De hoogte en snelheid van de rit werden verhoogd en er werden drie inversies toegevoegd aan de layout. De gerenoveerde achtbaan werd heropend als Hakugei op 28 maart 2019.

## Baanverloop
De lay-out van Hakugei begint met een unieke pre-lift sectie met kleine hobbels die onverwacht veel airtime bieden. De liftheuvel bereikt een hoogte van 55 meter, gevolgd door een snelle vlakke bocht en een enorme eerste afdaling met krachtige airtime. Daarna volgt een dubbele opstijging en een scherpe bocht, die overgaat in een dubbel afdalende sectie die de rijder verrast. Belangrijke elementen zijn onder andere een zero-G stall, een overhellende bocht en een zero-G roll. De rit eindigt met een reeks airtime heuvels, een laatste inversie en een gedraaide heuvel, waarbij het tempo en de spanning tot de remmen behouden blijven.

## Galerij

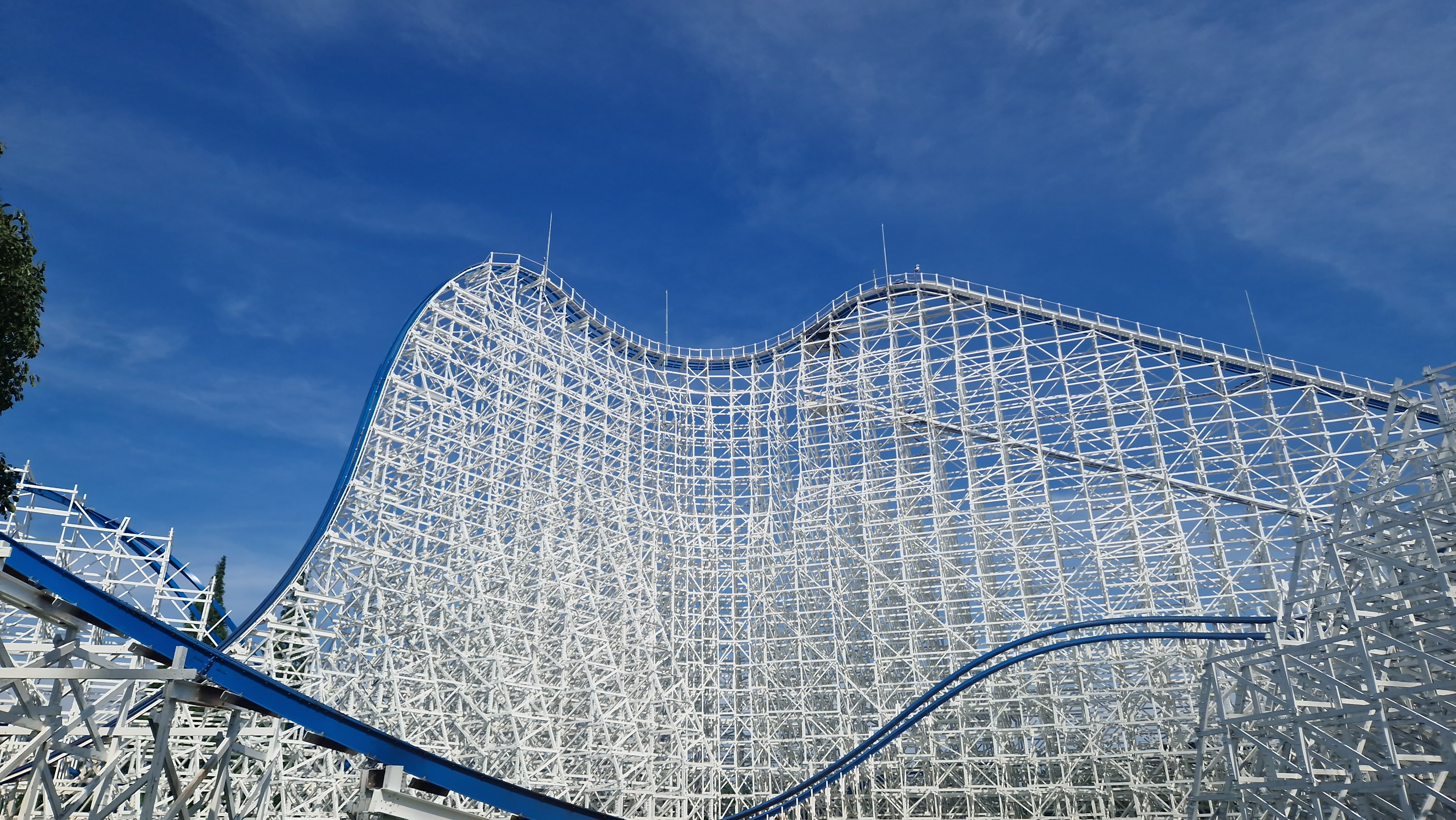
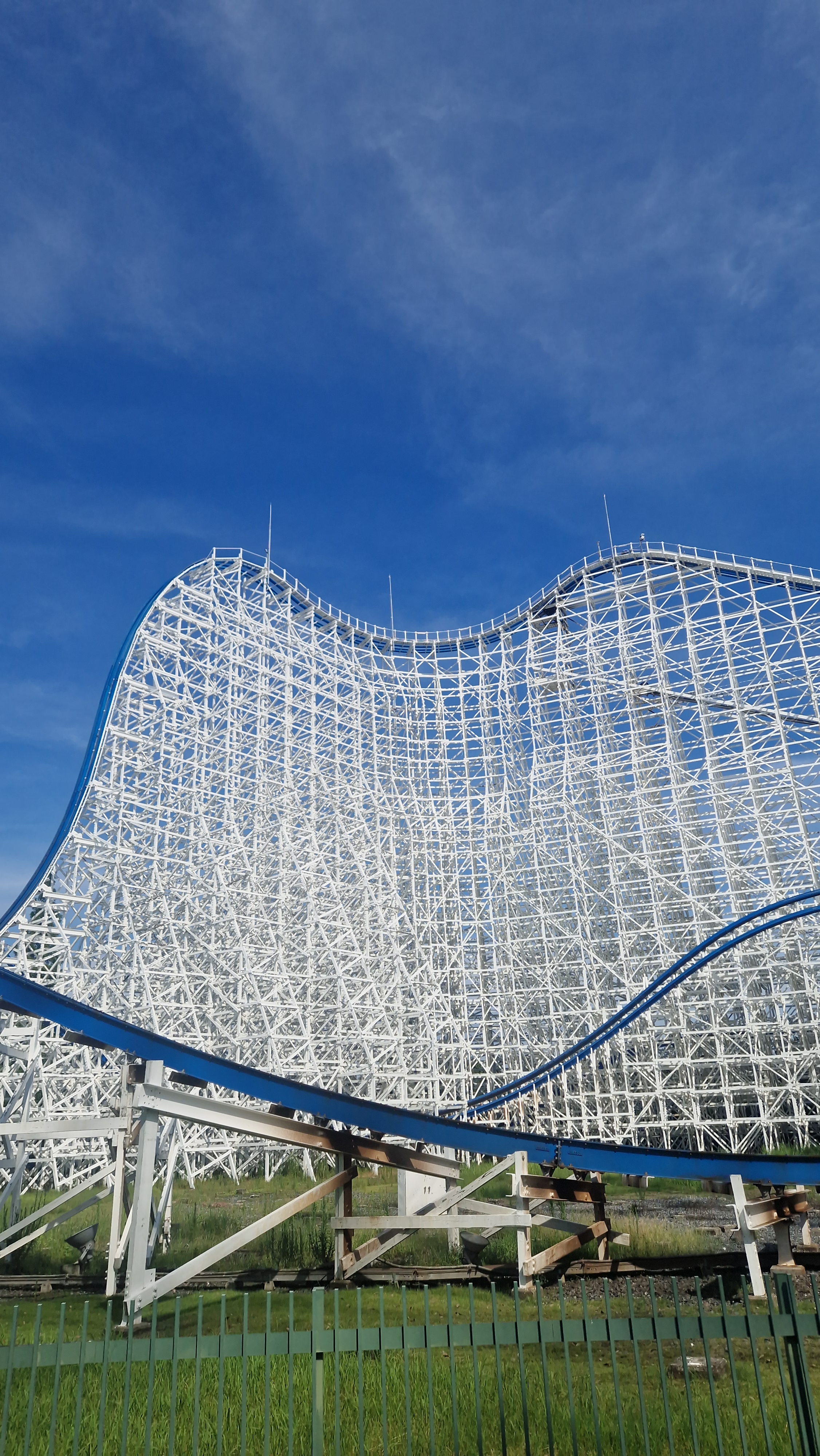
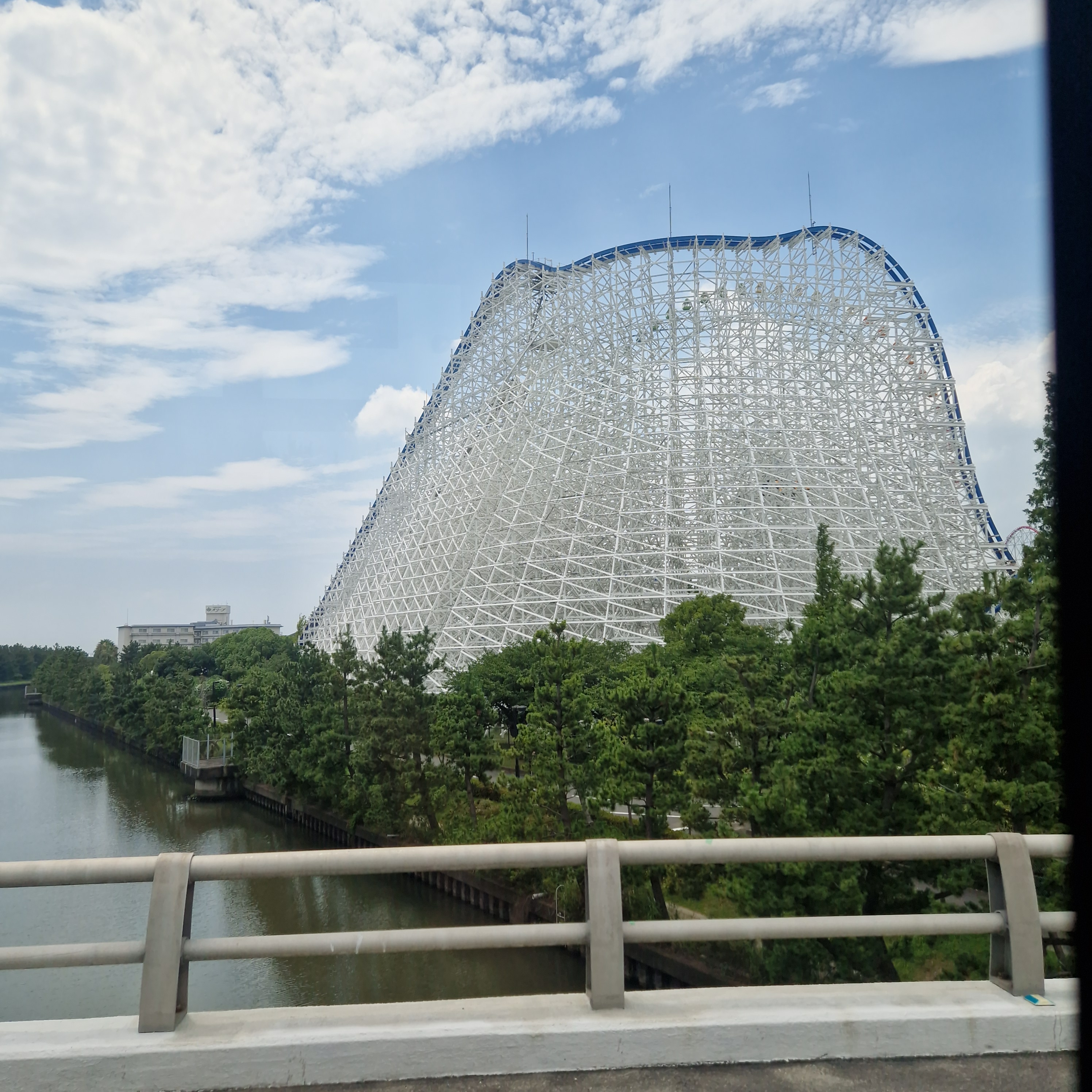
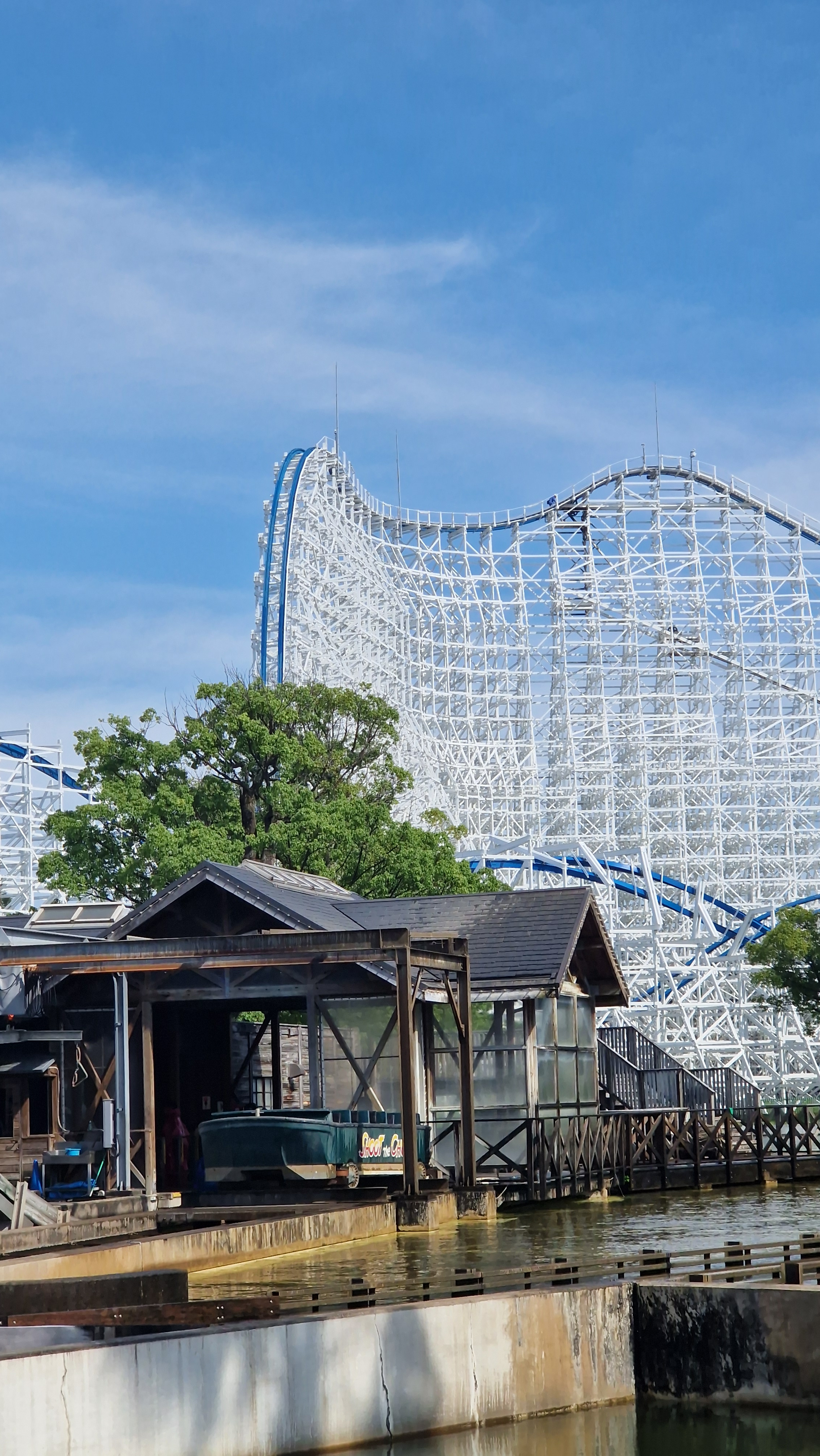
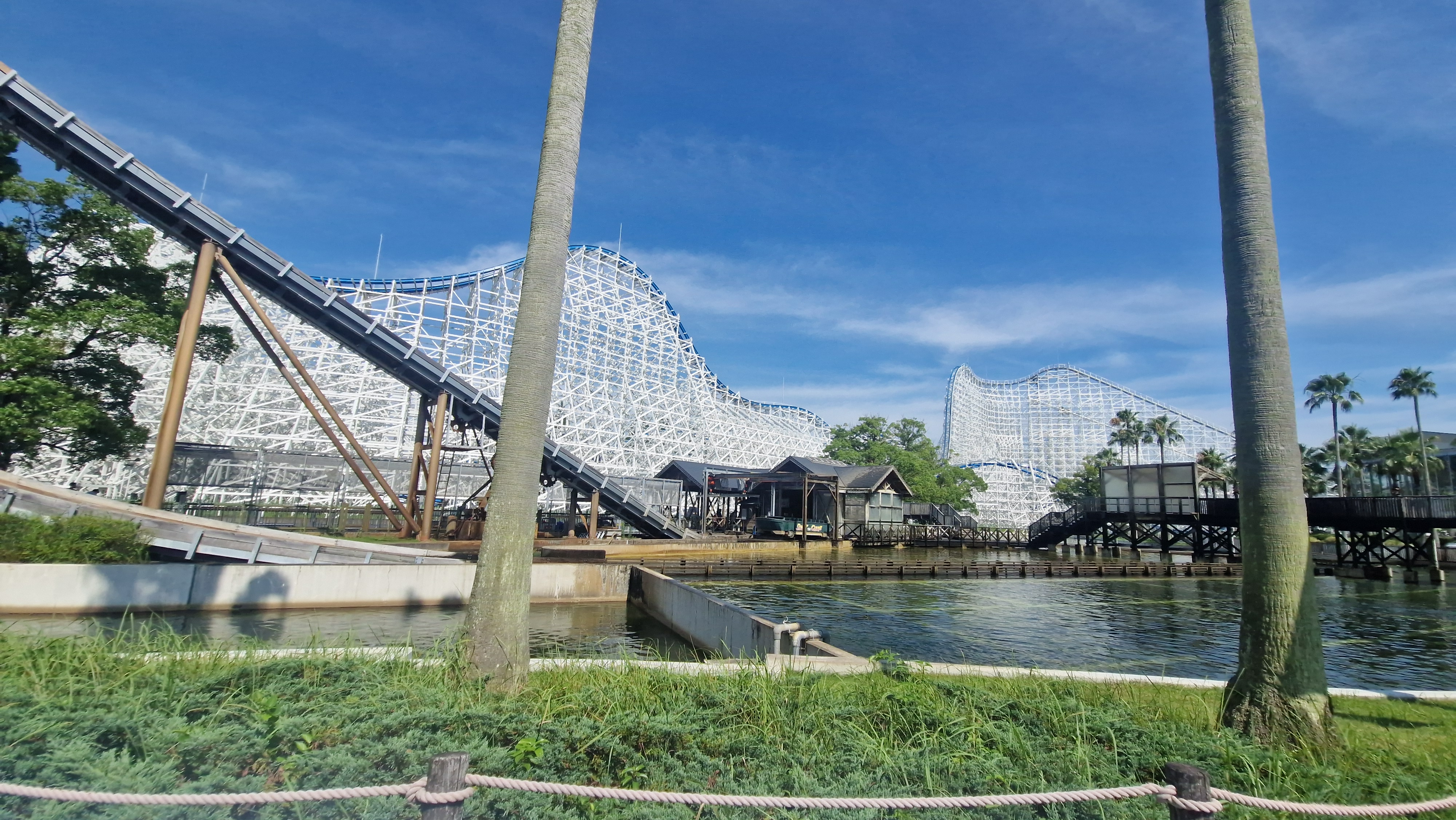